# Парамита
Парамита (на санскрит: पारमिता – букв. „другия бряг“). Парамитите са шест взаимосвързани освобождаващи действия – действия, „отвеждащи на другия бряг на океана на обусловеното съществувание“, т.е. водещи до освобождение и просветление и са неотделими от пътя на бодхисатва. Понятието включва и пълното усъвършенстване на всяко от тези действия.

## В Теравада
Учения за парамитите, обикновено наричани парами могат да бъдат открити в Теравада както в каноничните текстове, така и в по-късни коментари. Пали Канона изброява десетте съвършенства по следния начин:
1. Дана Парами – шедрост, даване
2. Шила Парами – добродетелност, етичност, подобаващо поведение
3. Некхама Парами – отказване, отхвърляне
4. Праджня Парами – отвъдличностна мъдрост, прозрение
5. Виря Парами – енергия, усърдие, усилие
6. Кшанти Парами – търпение, толерантност, приемане, издръжливост
7. Сача Парами – правдивост, честност
8. Адхитана Парами – решителност
9. Метта Парамиī – любяща доброта
10. Упека Парами – равнопоставеност, умиротвореност

## В Махаяна
В различните будистки Махаяна школи се говори за следните шест парамити:
1. Щедрост (санскр. дана) – действие, отварящо всяка ситуация. Щедростта може да се практикува на нивото на материалните вещи, силата и радостта, образованието и т.н., но най-висшата щедрост е да подариш на другите Дхарма, правейки ги в най-висша степен независими;
2. Дисциплина или етика (санскр. шила) – означава да се води смислен и полезен живот за другите и себе си. Практично е придържането към смисленото и полезното и да се избягва вредното на нивото на тялото, речта и ума;
3. Търпение (санскр. кшанти) – за да не изгубят натрупаните добри впечатления в ума в огъня на гнева. Това означава да се действа ефективно и без гняв;
4. Усърдие и усилие (санскр. виря) – много работа, без да се губи свежестта на радостните усилия. Без мързел и униние само се добавя сила и това дава достъп към специални качества и енергии с чиято помощ бързо се достига целта;
5. Медитация (санскр. дхяна) – тя прави живота истински ценен. С помощта на медитациите за успокояване на ума и прозрение (тиб. Шине и Латонг, санскр.: шамата и випасана) се създава навик за работа с ума. Подобно на лаборатория се развива дистанция към появяващите се и изчезващи мисли и чувства и се появява дълбоко прозрение за природата на ума;
6. Мъдрост (санскр. праджня) – познаване на истинската природа на ума – открита, ясна и безгранична. Истинската спонтанна мъдрост, която не е сбор от идеи, а интуитивно разбиране на всичко. Тя е ключ към съвършенството на всички парамити. Именно разбирането, че обектът, субектът и действието имат една и съща природа прави останалите пет парамити освобождаващи. Понякога се говори за десет освобождаващи действия, добавяйки произтичащите от шестата парамита още четири:
7. Методи (санскр. упая)
8. Пожелания (санскр. пранидана)
9. Сила (санскр. бала)
10. Изначална мъдрост (санскр. джнана).

## Книги
- Konchog Gyaltsen. The Jewel Ornament of Liberation of Gampopa.   USA, Snow Lion, 1998. ISBN 1-55939-092-1. p. 248. (на английски)
- Лама Оле Нидал. „Шесть освобождающих действий“. ISBN 5-94303-021-2
- Ламрим Чже Цонкапы Архив на оригинала от 2008-04-04 в Wayback Machine.